# Bulbophyllum toilliezae
Bulbophyllum toilliezae là một loài phong lan thuộc chi Bulbophyllum.